# Pinnatella siamensis
Pinnatella siamensis là một loài Rêu trong họ Neckeraceae. Loài này được (Horik. & Ando) Nog. miêu tả khoa học đầu tiên năm 1986.